# Evan Morgan
Evan Frederick Morgan, 2e vicomte Tredegar, (13 juillet 1893 - 27 avril 1949) est un poète et auteur britannique d'origine galloise. 
Le 3 mars 1934, il hérite du titre de 6e baronnet Morgan, 4e baron Tredegar et 2e vicomte Tredegar, après la mort de son père.

## Biographie
Il est le fils de Courtenay Morgan (1er vicomte Tredegar), de Tredegar Park, Monmouthshire, Pays de Galles, et de Katharine Carnegie. Le 13e duc de Bedford décrit la famille Tredegar comme « la famille la plus étrange que j'aie jamais rencontrée ».
Le 2e vicomte fait ses études au Collège d'Eton et Christ Church, université d'Oxford. Alors qu'il travaille comme secrétaire privé d'un ministre du gouvernement, William Bridgeman, en 1917, il se lie d'amitié avec un autre étudiant d'Oxford, le poète Robert Graves, qui a été un ami d'école du cousin d'Evan, Raymond Rodakowski. Ils partagent un intérêt pour la poésie et le surnaturel.
Converti au catholicisme, Morgan est un chambellan des papes Benoît XV et Pie XI. Occultiste accompli, il est salué par Aleister Crowley comme « Adepte des Adeptes ».
Il combat pendant la Première Guerre mondiale, obtenant le grade de lieutenant au service des Welsh Guards. Pendant la Seconde Guerre mondiale avec le MI8, sa responsabilité est de surveiller les pigeons voyageurs. Il laisse échapper négligemment à l'occasion des secrets du département à deux guides, il est traduit en cour martiale mais n'est pas envoyé en prison ou pire.

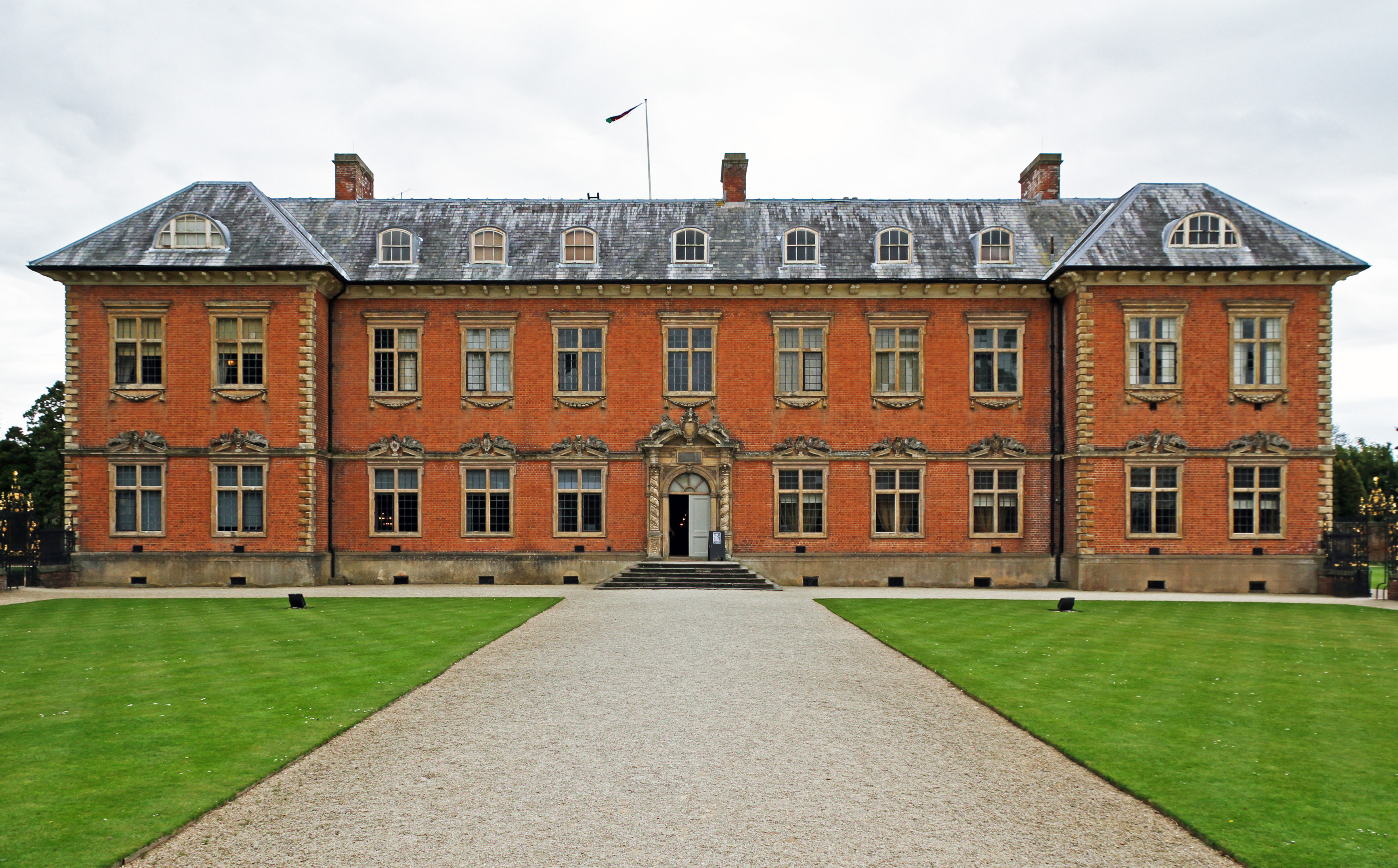
Tredegar House.

En 1929, il se présente sans succès comme candidat conservateur pour Limehouse. Après la mort de son père, en mai 1934, il prend possession du siège familial de Tredegar House, près de Newport, où il vit seul avec une ménagerie d'animaux et d'oiseaux. Il consacre une pièce, sa « salle magique », à son étude de l'occultisme.
Morgan inspire les personnages d'Ivor Lombard dans Crome Yellow d'Aldous Huxley en 1921 et d'Eddie Monteith dans The Flower Beneath the Foot de Ronald Firbank.
Il reçoit plusieurs décorations : chevalier d'honneur et de dévotion, ordre souverain et militaire de Malte, chevalier de justice, ordre constantinien de Saint-Georges et de l'Ordre de Saint-Jean de Jérusalem (KJStJ), commandeur, ordre du Saint-Sépulcre (avec étoile)
En 1937 ou 1938, Edith Mary Hinchley (en) peint son portrait. Ce tableau fait partie de la collection du National Trust.

## Mariages

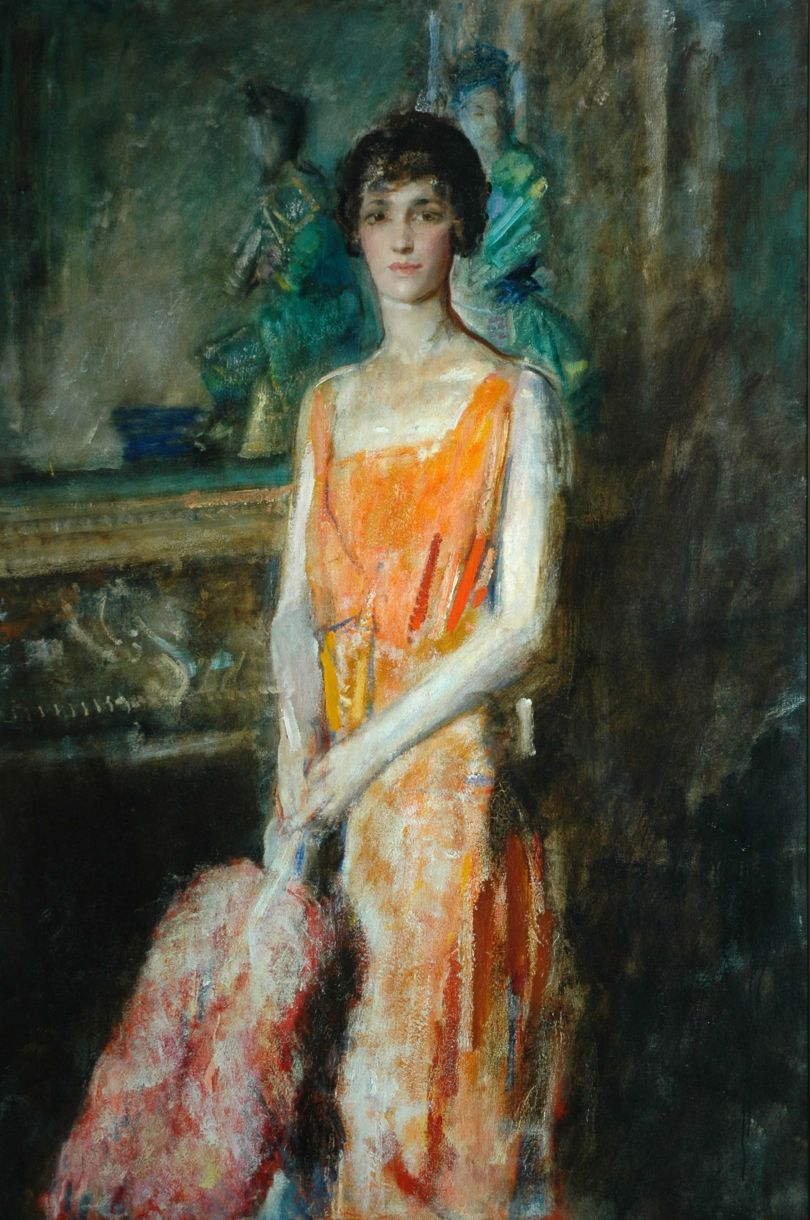
Lois Sturt par Ambrose McEvoy, 1920.

Malgré son homosexualité connue, il se marie deux fois.
- Lois Sturt (1900–1937), actrice et fille de Humphrey Napier Sturt, 2e baron Alington de Crichel et de Lady Feodorowna Yorke, le 1er avril 1928[7].
- la princesse Olga Sergeivna Dolgorouky (1915–1998), fille du général prince Serge Alexandrovitch Dolgorouky et d'Irina Vassilievna Narishkina, le 13 mars 1939 ; cette union est annulée en 1943[7].

Il meurt subitement le 27 avril 1949 à 55 ans, sans descendance, et sa vicomté s'éteint, bien que le titre de baron Tredegar passe à son oncle Frederick, âgé de 76 ans. Pour éviter les droits de succession, Tredegar House passe directement au fils de Frederick, John, le 6e baron, qui la vend peu après aux sœurs de Saint-Joseph.
Sa mère est décédée à Londres en 1949, quelques mois plus tard.

## Ouvrages publiés
Sous le nom de Evan Morgan :
- Fragments, Londres, E. MacDonald, 1916.
- Gold and Ochre, Londres, Erskine MacDonald, 1917.
- Psyche. An Unfinished Fragment, London, B. Blackwell, 1920.
- Trial by Ordeal, Londres, John Lane, 1921.
- At dawn: poems, profane and religious, Londres, Kegan Paul, Trench, Trubner, 1924.
- The Eel: and other poems, préf. d'Alfred Noyes, Londres, K. Paul, Trench, Trubner, 1926.
- The City of canals and other poems, Londres, K. Paul, Trench, Trubner, 1929.